# ابن حيان القرطبي
ابن حيَّان القرطبي (377 هـ/987 م - 469 هـ/1076 م) مؤرخ أندلسي أرّخ لتاريخ الأندلس منذ الفتح حتى سقوط دولة بني جهور.

## سيرة
ولد أبو مروان حيان بن خلف بن حسين بن حيان بن محمد بن حيان بن وهب بن حيان في قرطبة سنة 377 هـ، وكان أبوه كاتبًا للحاجب المنصور، وتوفي سنة 427 هـ، وجده الأعلى حيان كان مولى لعبد الرحمن بن معاوية أول أمراء الدولة الأموية في الأندلس، ويغلب على الظن أن كان من أسرة ذات أصول أسبانية قديمة درس ابن حيان علوم اللغة على يد أبي عمر بن أبي الحباب وصاعد البغدادي، والحديث على يد أبي حفص عمر بن حسين بن نابل وغيرهم. تولى ابن حيان منصب كاتب في عهد أبي الوليد بن جهور، وكان على صداقة مع ابن حزم وابن شهيد.
لم يعتمد ابن حيان في نقله للتاريخ على المشافهة كما اعتمد غيره من معاصريه من المؤرخين، وإنما أكثر من النقل من كتب سابقيه، فتراه يذكر في كتبه: «قرأت في كتاب فلان». وله من الكتب «المقتبس في تاريخ الأندلس» دوّن فيه فتح العرب للأندلس سنة 91 هـ/711 م إلى آخر خلافة الحكم المستنصر بالله، و«المتين» الذي أرّخ فيه أحداث الفتنة البربرية التي بدأت سنة 399هـ، وحتى سقوط طائفة قرطبة في أيدي بني عباد سنة 462 هـ، و«أخبار الدولة العامرية» وهو بمثابة سيرة ذاتية للمنصور بن أبي عامر وتفاصيل غزواته، و«البطشة الكبرى» الذي دوّن فيه أحداث استيلاء المعتمد بن عباد على قرطبة وبطشه ببني جهور، إضافة إلى كتاب آخر في تراجم الصحابة. وقد قال عنه أبو علي الغساني: «كان عالي السن، قوي المعرفة، مستبحرًا في الآداب بارعًا فيها، صاحب لواء التاريخ بالأندلس، أفصح الناس فيه، وأحسنهم نظمًا له»
توفي ابن حيان القرطبي في 27 ربيع الأول 469 هـ.

## أعمال
تنسب الأعمال التالية إلى أبي مروان ابن حيان القرطبي:
- تاريخ فقهاء قرطبة
- الكتاب الذي جمع فيه بين قايتباي القباشي وابن عفيف
- إنتاج الجميل لمعاثر بنو خطاب
- الأخبار في الدولة الأميرية (مائة مجلدة)
- البطشة الكبرى (عشر مجلدات)
- المقتبس في تاريخ الأندلس (عشر مجلدات)
- كتاب المتين
- أخبار الدولة العامرية

## وصلات خارجية
- ابن حيان القرطبي على موقع الموسوعة البريطانية (الإنجليزية)